# Ridgeway (Wisconsin)
Ridgeway ist eine Gemeinde (mit dem Status „Village“) im Iowa County im US-amerikanischen Bundesstaat Wisconsin. Im Jahr 2010 hatte Ridgeway 653 Einwohner.
Ridgeway ist Bestandteil der Metropolregion Madison.

## Geografie
Ridgeway liegt im Südwesten Wisconsins. Der am Mississippi gelegene Schnittpunkt der drei Bundesstaaten Minnesota, Iowa und Wisconsin befindet sich 150 km nordwestlich. Nach Illinois sind es 68 km in südlicher Richtung.
Die geografischen Koordinaten von Ridgeway sind 43°00′08″ nördlicher Breite und 89°59′25″ westlicher Länge. Das Gemeindegebiet erstreckt sich über eine Fläche von 3,26 km². Der Ort wird vollständig von der Town of Ridgeway umschlossen, ohne dieser anzugehören.
Nachbarorte von Ridgeway sind Hyde (9,5 km nördlich), Arena (24,6 km nordnordöstlich), Barneveld (8,5 km östlich), Hollandale (18,2 km südsüdöstlich) und Dodgeville (15,1 km westsüdwestlich).
Die nächstgelegenen größeren Städte sind La Crosse (167 km nordwestlich), Green Bay (280 km nordöstlich), Wisconsins Hauptstadt Madison (57,2 km ostnordöstlich), Rockford in Illinois (139 km südöstlich), die Quad Cities in Iowa und Illinois (205 km südsüdwestlich) und Cedar Rapids in Iowa (206 km südwestlich).

## Verkehr
Durch Ridgeway führen in Südwest-Nordost-Richtung auf einem gemeinsamen Streckenabschnitt die U.S. Highways 18 und  151. Alle weiteren Straßen sind untergeordnete Landstraßen sowie teils unbefestigte Fahrwege.
Parallel zur Straße US 18 / US 151 verläuft durch Ridgeway auf der Trasse einer ehemaligen Eisenbahnstrecke der Chicago and North Western Railway mit dem Military Ridge State Trail ein Rail Trail für Wanderer und Radfahrer. Im Winter kann der Wanderweg auch mit Schneemobilen befahren werden.
Mit dem Iowa County Airport befindet sich 25,3 km südwestlich ein kleiner Flugplatz. Die nächsten Verkehrsflughäfen sind der Dubuque Regional Airport in Iowa (103 km südwestlich), der Chicago Rockford International Airport (148 km südöstlich) und der Dane County Regional Airport in Wisconsins Hauptstadt Madison (67 km ostnordöstlich).

## Bevölkerung
Nach der Volkszählung im Jahr 2010 lebten in Ridgeway 653 Menschen in 267 Haushalten. Die Bevölkerungsdichte betrug 200,3 Einwohner pro Quadratkilometer. In den 267 Haushalten lebten statistisch je 2,41 Personen. 
Ethnisch betrachtet bestand die Bevölkerung mit 8 Ausnahmen nur aus Weißen. Unabhängig von der ethnischen Zugehörigkeit waren 5,1 Prozent der Bevölkerung spanischer oder lateinamerikanischer Abstammung. 
23,3 Prozent der Bevölkerung waren unter 18 Jahre alt, 66,0 Prozent waren zwischen 18 und 64 und 10,7 Prozent waren 65 Jahre oder älter. 45,9 Prozent der Bevölkerung war weiblich.
Das mittlere jährliche Einkommen eines Haushalts lag bei 46.719 USD. Das Pro-Kopf-Einkommen betrug 25.271 USD. 8,6 Prozent der Einwohner lebten unterhalb der Armutsgrenze.